# Haliplus gracilis
Haliplus gracilis är en skalbaggsart som beskrevs av Roberts 1913. Haliplus gracilis ingår i släktet Haliplus och familjen vattentrampare. Inga underarter finns listade i Catalogue of Life.